# Laurence Edmund Allen
Laurence Edmund Allen (Mount Savage, 19 de octubre de 1908 - 12 de mayo de 1975) fue un periodista estadounidense quien trabajó para Associated Press de 1933 a 1961. Ganó el primer premio Pulitzer de reportajes telegráficos en 1942 por su cobertura de la flota mediterránea británica.

## Biografía
Nació en Mount Savage, Maryland en 1908. Comenzó su carrera periodística en la oficina local de Baltimore News en 1926. Posteriormente se mudó a Virginia Occidental y se unió al Daily Mail en Charleston, donde trabajó como reportero y editor de telégrafos durante seis años. En 1933 fue contratado por la oficina local de Associated Press, donde trabajó como reportero local y editor del sitio. Después de dos años, fue trasladado a Washington, otros dos años más tarde, a Nueva York, donde se convirtió en encargado de cables extranjeros hasta 1937.
De 1938 a 1944, Allen se desempeñó como corresponsal de guerra en Europa para Associated Press. Durante su asignación cubriendo la flota mediterránea británica, participó como periodista en la batalla de Creta y la incursión de Tobruk. Allen sobrevivió a ocho ataques con torpedos y estuvo recluido en un campo de prisioneros nazi durante ocho meses. En 1942, el periodista recibió el premio Pulitzer de reportajes telegráficos y el premio National Headliner Club por su correspondencia de combate durante la Segunda Guerra Mundial. En 1945, Allen también recibió la Estrella de Bronce por defender la libertad de prensa como prisionero de guerra y en 1947, la Orden del Imperio Británico por el rey Jorge VI.
En 1945, cubrió la toma de posesión comunista de Polonia. Luego se mudó a Moscú, donde dirigió la oficina de noticias de Associated Press. Allen ocupó el mismo cargo en Tel Aviv en 1950, y luego fue asignado a Singapur, Vietnam, Tailandia y también a Indochina, donde cubrió la batalla de Dien Bien Phu durante la primera guerra de Indochina. En 1957, Allen cambió su enfoque a la toma de posesión de Fidel Castro en Cuba, pero cuatro años más tarde se jubiló.